# El Chaupi
El Chaupi ist eine Ortschaft und eine Parroquia rural („ländliches Kirchspiel“) im Kanton Mejía der ecuadorianischen Provinz Pichincha. Die Parroquia El Chaupi besitzt eine Fläche von 138,3 km². Die Einwohnerzahl lag im Jahr 2010 bei 1456. 

## Lage
Die Parroquia El Chaupi liegt im Anden-Hochtal im Süden der Provinz Pichincha. Im Südwesten des Verwaltungsgebietes erhebt sich der 5263 m hohe Vulkan Illiniza, im Nordwesten der 4790 m hohe Vulkan Corazón. Im Süden erhebt sich der 3839 m hohe Loma Saquigula. Im Osten erstreckt sich die Parroquia über die am Fuße der Berge gelegene Hochebene. Das Areal bildet das Quellgebiet des Río San Pedro. Dieser entwässert das Gebiet in nordöstlicher Richtung. Der 3343 m hoch gelegene Hauptort El Chaupi befindet sich 13 km südwestlich vom Kantonshauptort Machachi. Eine 6,5 km lange Nebenstraße verbindet El Chaupi mit der Fernstraße E35 (Latacunga–Quito).
Die Parroquia El Chaupi grenzt im Norden und im Nordosten an die Parroquias Manuel Cornejo Astorga, Alóag und Aloasí. Im Süden und im Westen grenzt die Parroquia El Chaupi an die Provinz Cotopaxi mit den Parroquias San Juan de Pastocalle und Toacaso (beide im Kanton Latacunga) sowie der Parroquia Sigchos im Kanton Sigchos.

## Orte und Siedlungen
Die Parroquia besteht aus 10 Barrios.

## Geschichte
Am 23. Mai 1949 wurde der Caserío El Chaupi aus der Parroquia Aloasí ausgegliedert und bildet seither eine Parroquia rural.

## Ökologie
Das Schutzgebiet Reserva Ecológica Los Ilinizas umfasst den oberhalb einer Höhe von etwa 3600 m gelegenen Bereich der Vulkane Illiniza und Corazón.